# Europole
Europole est le plus gros quartier d'affaires de l'agglomération de Grenoble, ville des Alpes située dans le département de l'Isère, en région Auvergne-Rhône-Alpes, en France. Il fut créé dans les années 1990 lorsque Alain Carignon était maire de la ville. 
La surface hors œuvre nette est de 205 000 m2 dont 55 000 m2 de logements et de bureaux.

## Origine du nom
Mot-valise créé avec les termes « Europe » et « pôle d'échanges », afin de mieux définir et identifier le rôle que les concepteurs (notamment la municipalité d'Alain Carignon et la chambre de commerce locale) désiraient pour désigner ce nouveau quartier évoquant, à l'échelle grenobloise, le quartier de la Défense, situé dans la Métropole du Grand Paris.

## Histoire

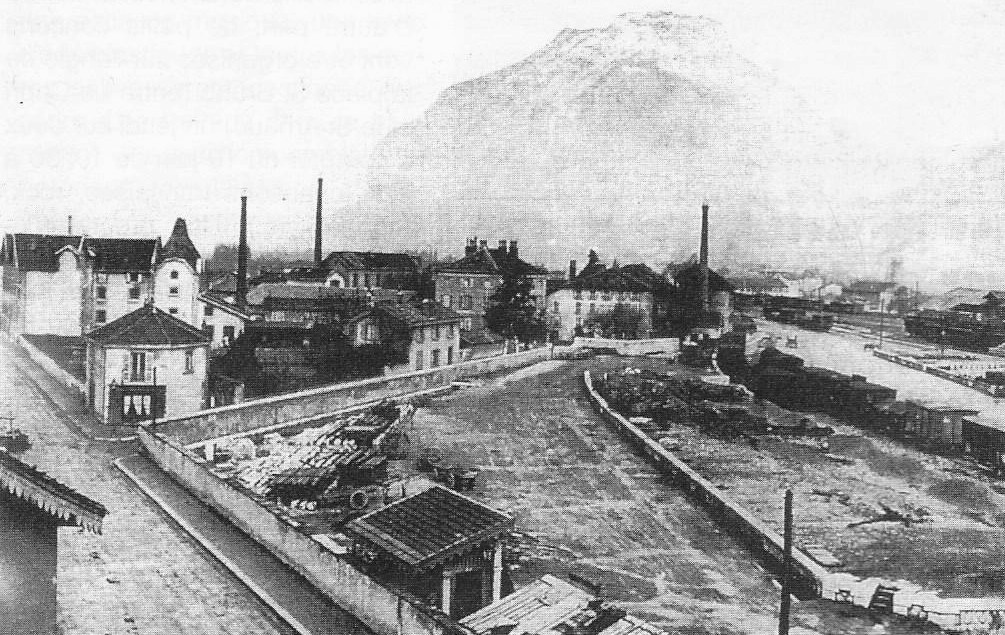
La brasserie de la Frise, autour de 1900

Les terrains constituant actuellement le triangle historique du quartier Europole étaient occupés jusqu'à la fin des années 1980 par la gare de triage de la SNCF, des bâtiments d'une société de transport (Sernam), une usine à gaz et quelques petites manufactures dont notamment l'ancienne brasserie de la Frise située entre l'ancienne rue de la Frise et l'ancienne avenue du Polygone laquelle a laissé la place à l'actuelle rue Pierre-Semard, avenue centrale de ce quartier, bordée par les immeubles de l'école de management, le palais de justice et la maison de l'avocat et hébergeant une des deux stations de tramway de la ligne B.
Au fur et à mesure de la mise en place du quartier, l'ensemble des réseaux bancaires nationaux ont installé une succursale dans le quartier. Quelques bars et brasseries se sont également installés. Ce quartier voué au secteur tertiaire possède également un grand nombre de logements, notamment au nord du palais de Justice. 
Un marché hebdomadaire réservé aux producteurs locaux est organisé tous les jeudis sur la place Firmin-Gautier, face au palais de justice.

## Géographie et organisation

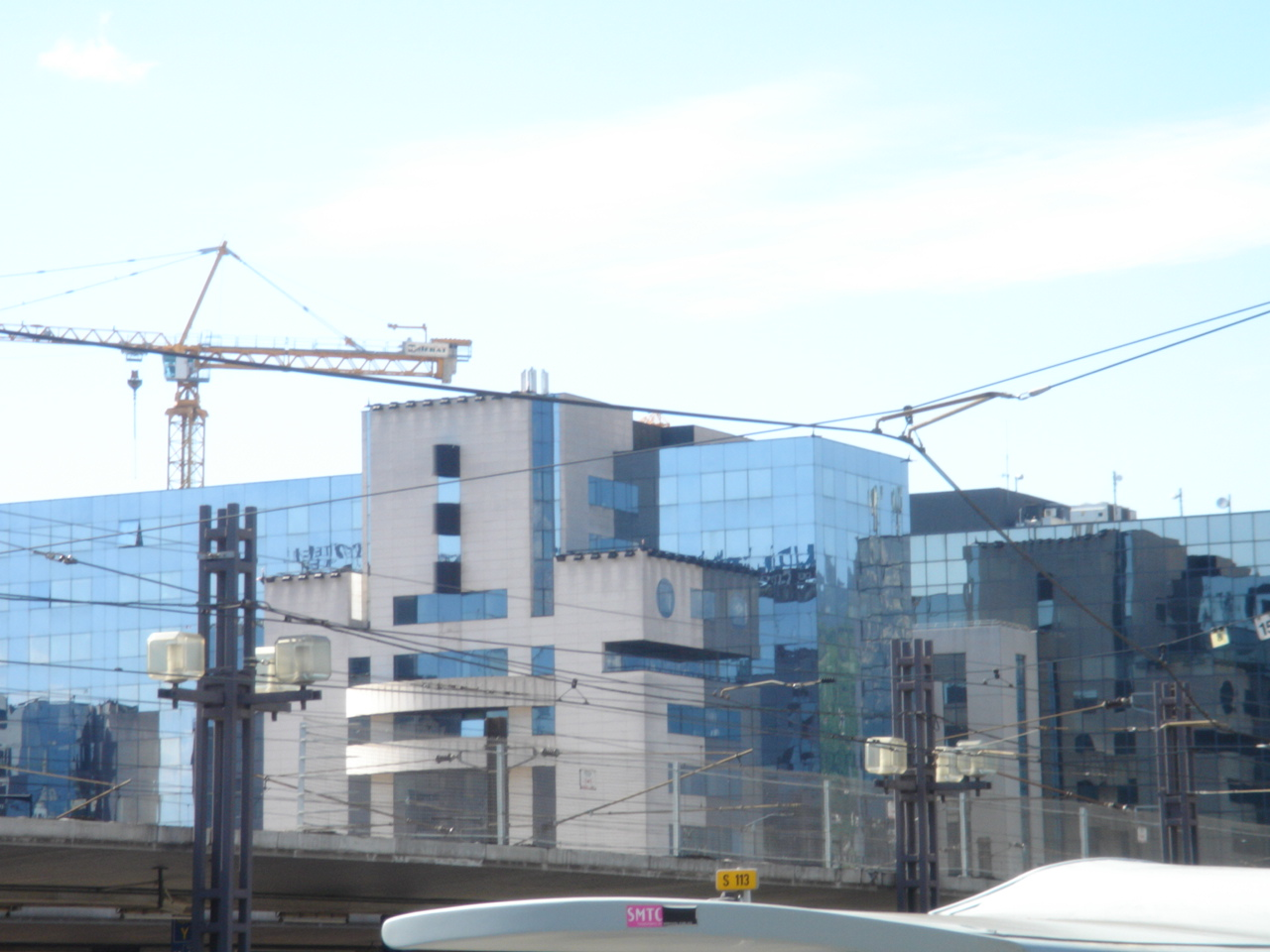
Le quartier Europole depuis la station de tramway de la gare

Le quartier est situé à l'ouest du centre-ville de Grenoble, près du quartier Berriat et Saint-Bruno. La gare de Grenoble et les voies ferrées marquent la limite entre l'hyper-centre et Europole au bout duquel se trouve le pôle de Recherche Minatec et le quartier de la Presqu'île. Sa principale voie de circulation est la rue Pierre-Semard (ancienne rue du Polygone) qui débute Cours Berriat et s'achève rue Félix-Esclangon.
La position stratégique du quartier, ainsi que la présence de logements neufs qui suivent la diversification du quartier anciennement réservé aux affaires, a un impact sur les coûts immobiliers locaux. Il s'agit de l'une des zones les plus chères de Grenoble avec l'hyper-centre et le quartier du Centre commercial de la caserne de Bonne, situé près des Grands boulevards.

## Transport en commun

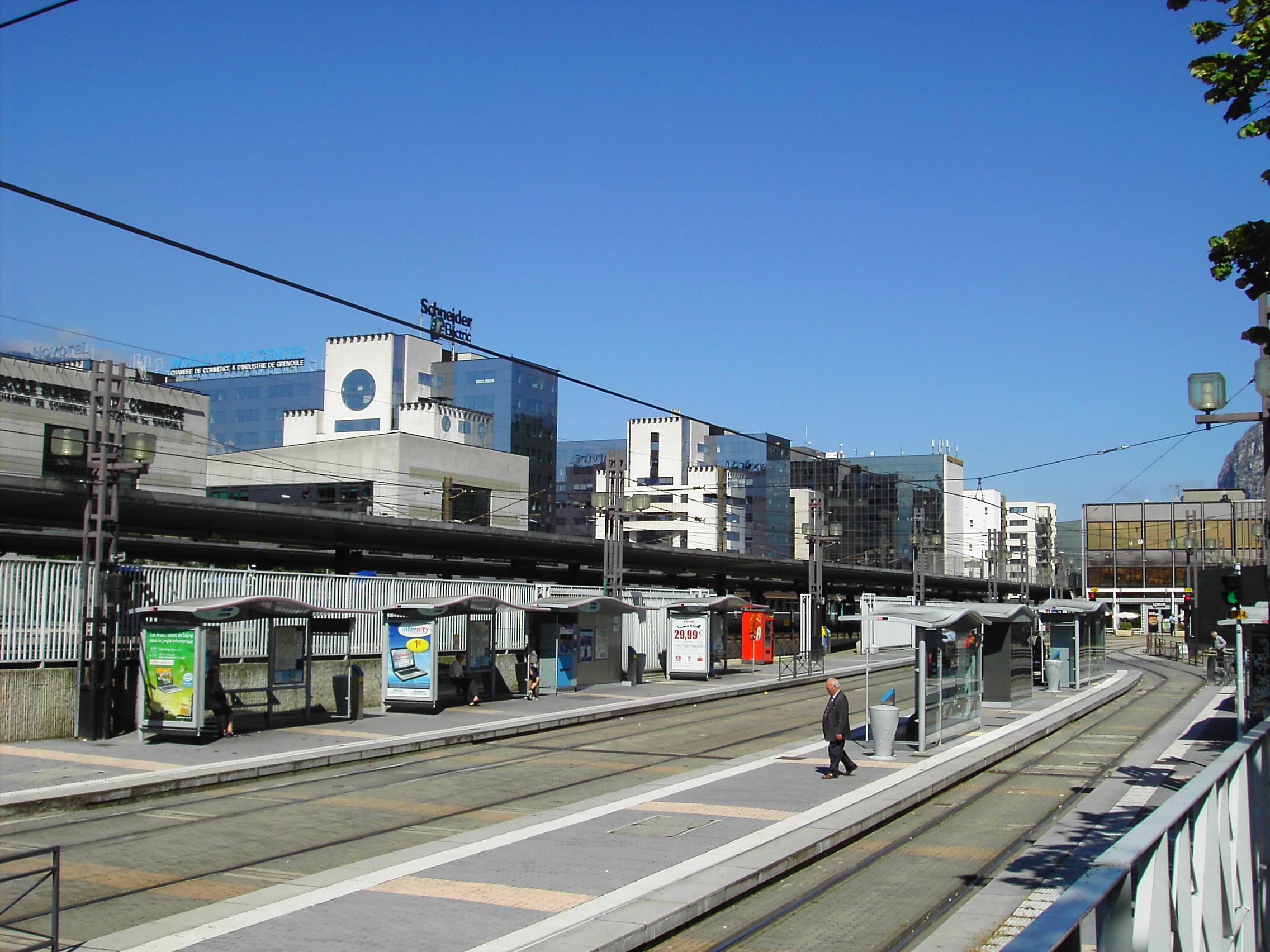
Le quartier Europole depuis le quai A de la gare de Grenoble

Le quartier d'Europole est desservi par la gare SNCF de Grenoble et par la ligne B du tramway de Grenoble y circule sur trois stations, Saint-Bruno, Palais de Justice et Cité Internationale. Le quartier est également desservi par la ligne de bus Chrono C5 dont elle abrite un des terminus.

## Bâtiments principaux

### Le World Trade Center
Le World Trade Center Grenoble est le plus connu d'Europole et abrite des congrès et séminaires. Ouvert au début de l'année 1993, il veut symboliser la modernité de Grenoble avec une superficie de 13 700 m2 et une hauteur de 35 mètres.
À l'horizon 2020, la Chambre de commerce et d'industrie a prévu d'y transférer l'ensemble de ses services situés place André-Malraux dans l'hyper-centre grenoblois.

### Le Palais de Justice
Le Palais du parlement du Dauphiné, fondé par Louis XI à la fin du XVe siècle et situé place Notre-Dame, est l'ancien palais de justice de Grenoble, actif de la Révolution française à 2002.
Le nouveau palais de justice de Grenoble, conçu par Claude Vasconi, situé place Firmin-Gautier, accueille toutes les juridictions grenobloises (cour d'appel, tribunal d'Instance, tribunal de Grande Instance, conseil de prud'hommes, tribunal de commerce) depuis le 1er octobre 2002.

### L'École de commerce de Grenoble
L'école de commerce de Grenoble, Grenoble École de management, se situe 12, rue Pierre-Semard dans le quartier Europole depuis 1990. L'établissement, qui accueille 2 500 étudiants dont 1 500 en formation initiale, prend la dénomination de Grenoble École de Management (GEM) en 2003.

### La Cité scolaire internationale
La Cité scolaire internationale de Grenoble, située place de Sfax, regroupe dans un même bâtiment un collège et un lycée publics qui accueillent 1 200 élèves de quarante nationalités, admis sur test de langue. L'établissement possède un centre de documentation et d'information qui devient la bibliothèque municipale internationale de Grenoble, en dehors de ses heures d'ouverture aux collégiens et lycéens.
Les langues enseignées sont le français, l'anglais, l'allemand, l'espagnol, l'italien, l'arabe et le portugais.

### Le gymnase
En forme de coque de bateau retourné, il est l'œuvre de l'architecte Nicolas Michelin. Il a la particularité d'être recouvert de panneaux de plastiques bleus et translucides. Il contient une salle à l’étage, des vestiaires et une salle réservée à la pratique de sports individuels en rez-de-chaussée et une isolation phonique permise par huit gros baffles suspendus au plafond. Il a été inauguré en 2003 et reçoit le prix de l'Équerre d'argent.

### Autres bâtiments
La maison de l'avocat, bâtiment corporatif de ces professionnels de la justice, est situé au n°45 de la rue Pierre-Semard, face au palais de justice.
Deux hôtels, l'hôtel Europole et l'hôtel Novotel sont présents sur le quartier ainsi qu'une résidence hôtelière accueillant notamment les chercheurs ou stagiaires sur Grenoble[réf. nécessaire].
Deux résidences pour étudiants sont présentes dans le quartier, et situées l'une à l'extrémité nord de la rue Félix-Esclangon et l'autre à l'entrée sud du quartier, au début de la rue Pierre-Semard[réf. nécessaire].
Au niveau du stationnement des véhicules, deux parkings majeurs desservent le quartier mais également la gare SNCF qui a aménage un espace voyageur : le parking souterrain Gare-Europole de 1 050 places et le parking silo Le doyen de 400 places sur dix niveaux.
L'immeuble Cornaline, dernière réalisation architecturale du quartier, abrite depuis 2008 la Maison de l’autonomie pour personnes à mobilité réduite du Conseil général de l’Isère.

Quelques photos des différents immeubles du quartier Europole
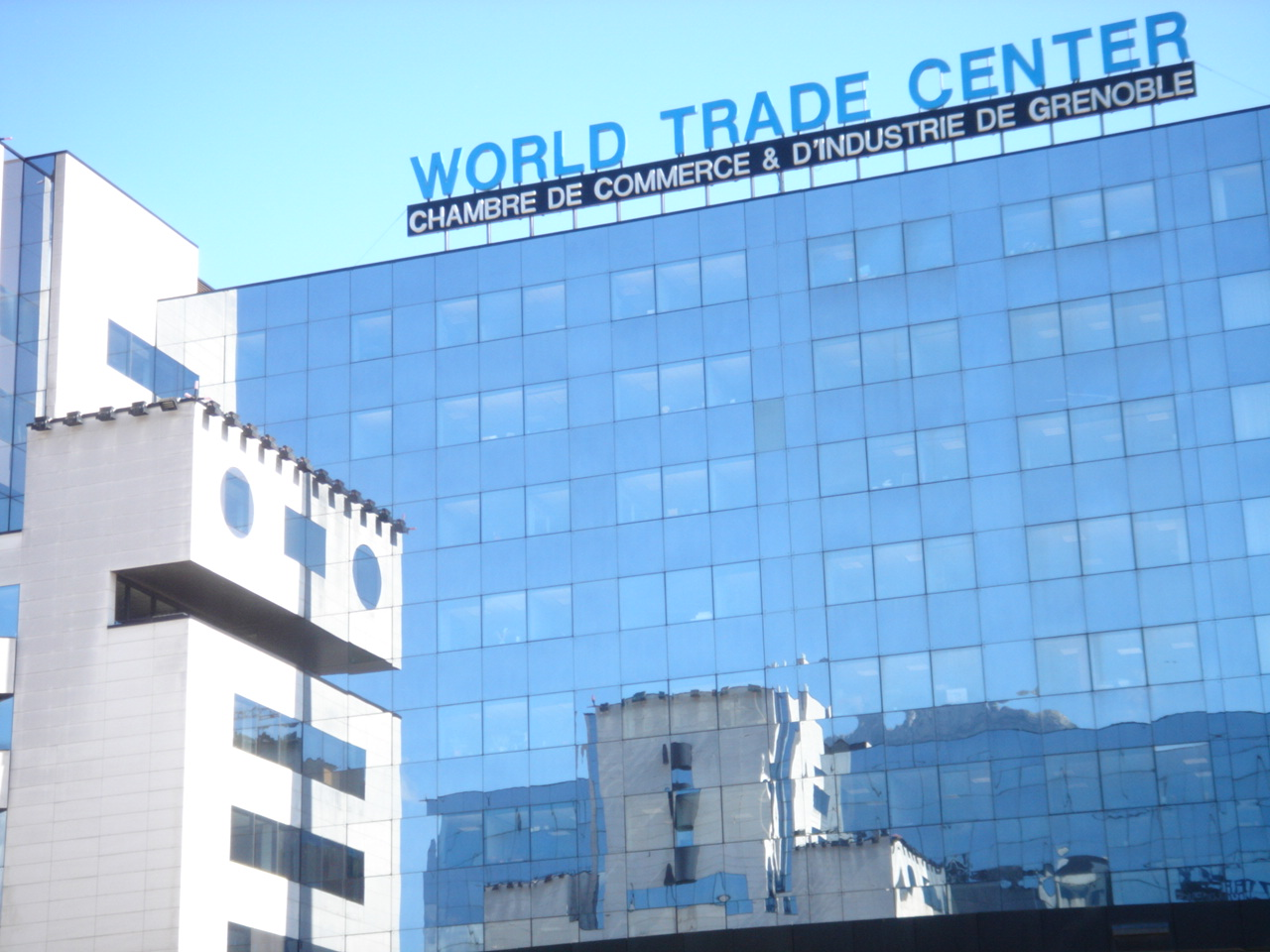
Immeuble du World Trade center
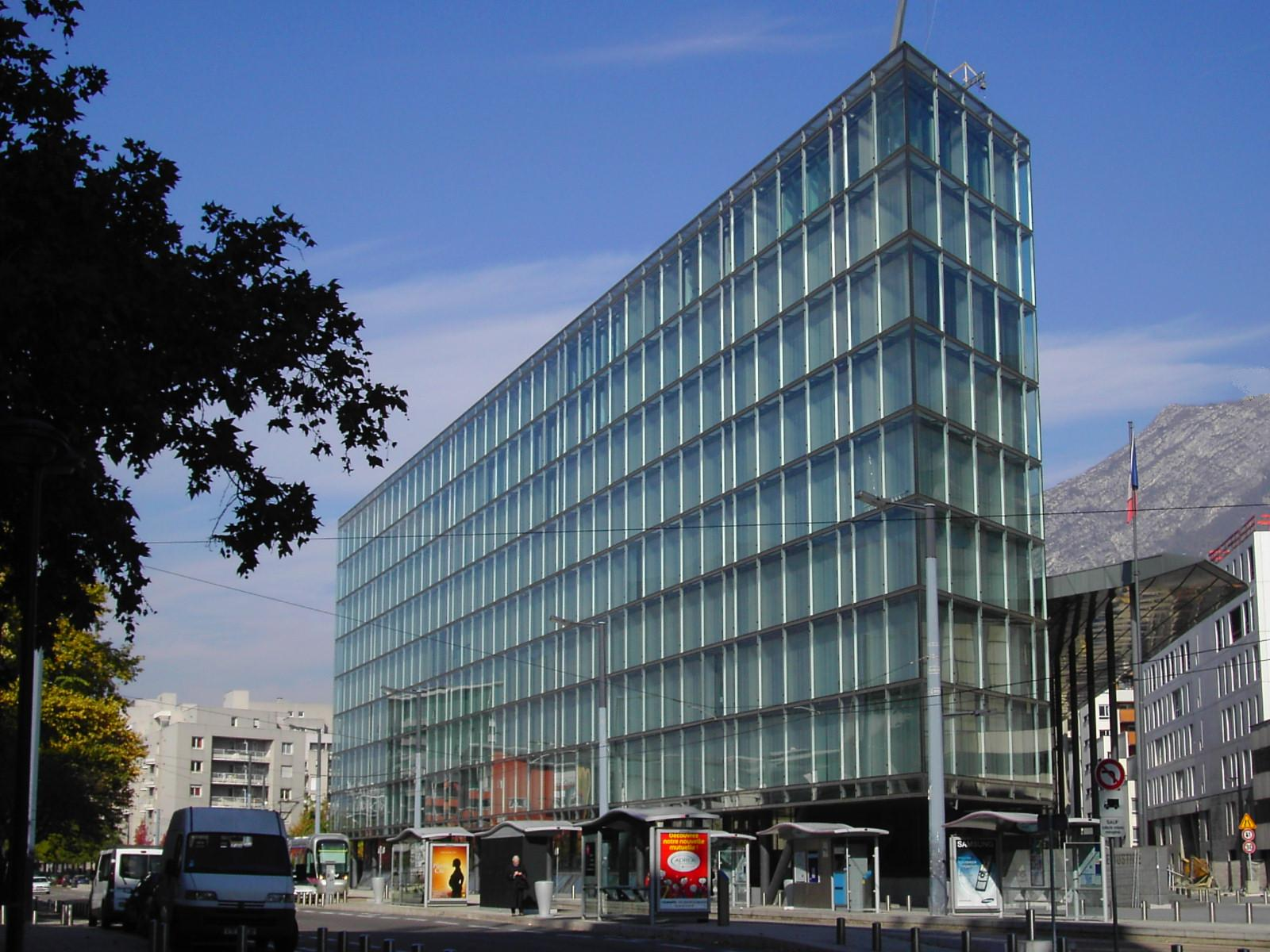
Palais de justice
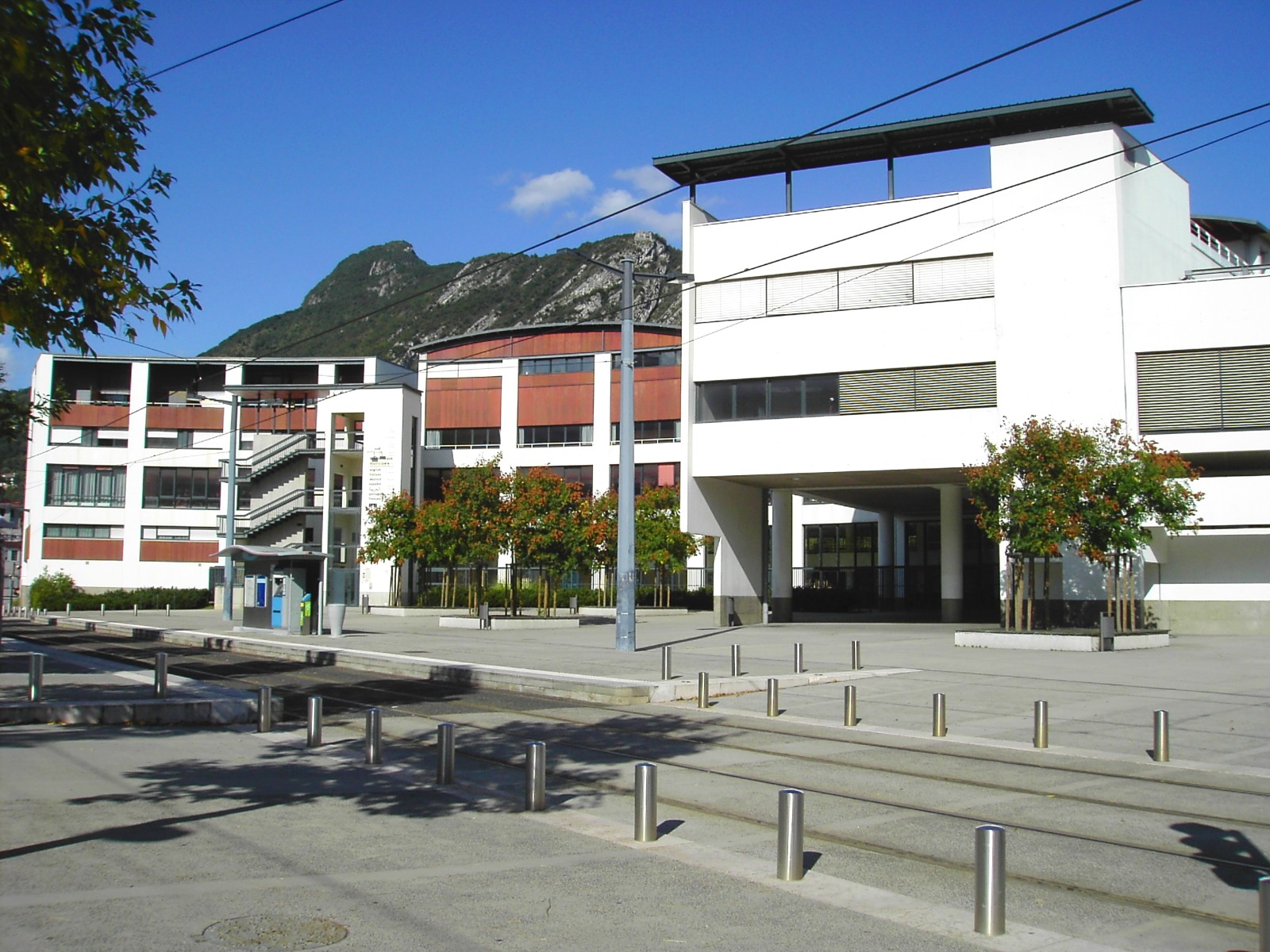
Cité scolaire internationale
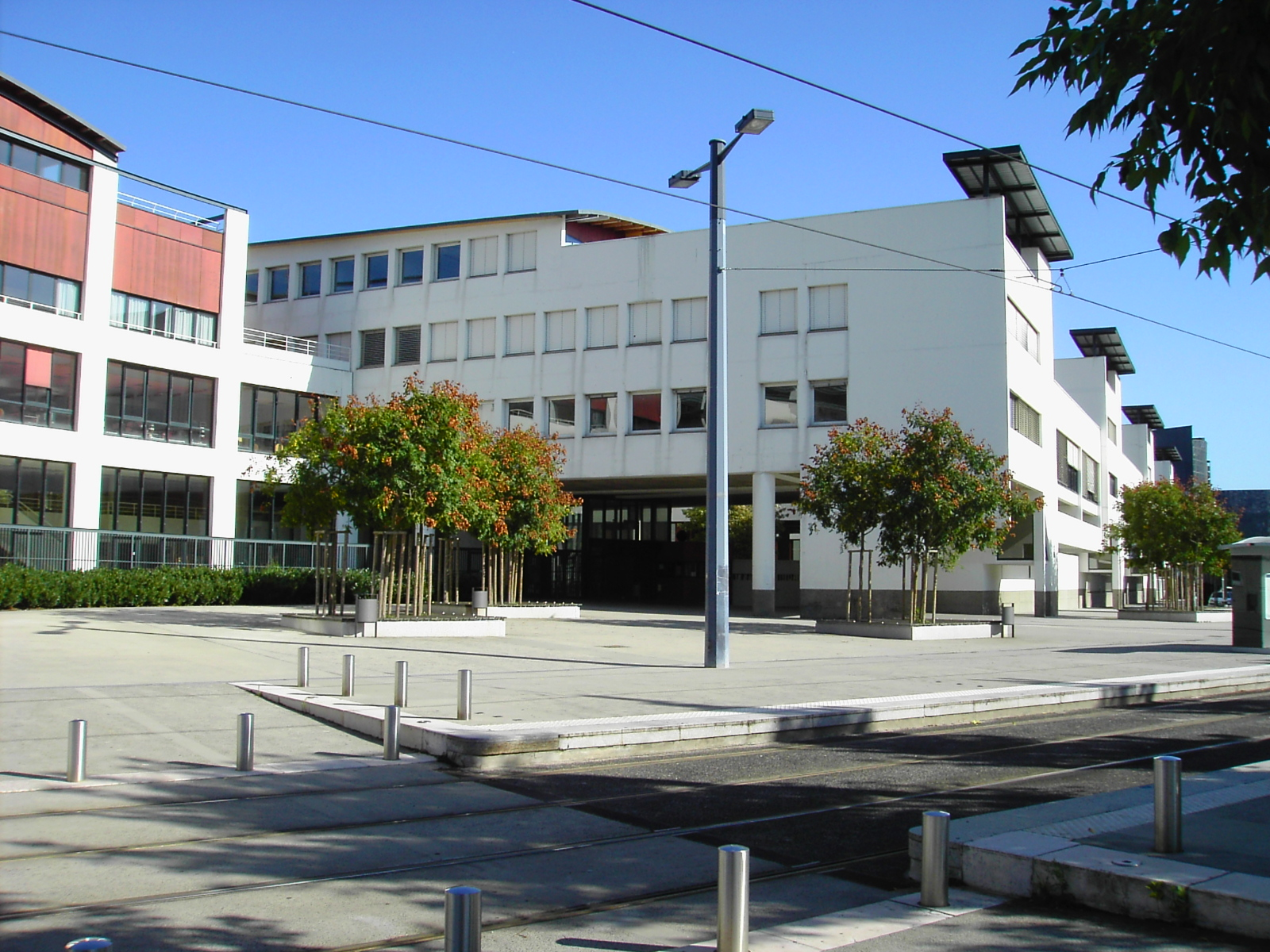
Cité scolaire internationale
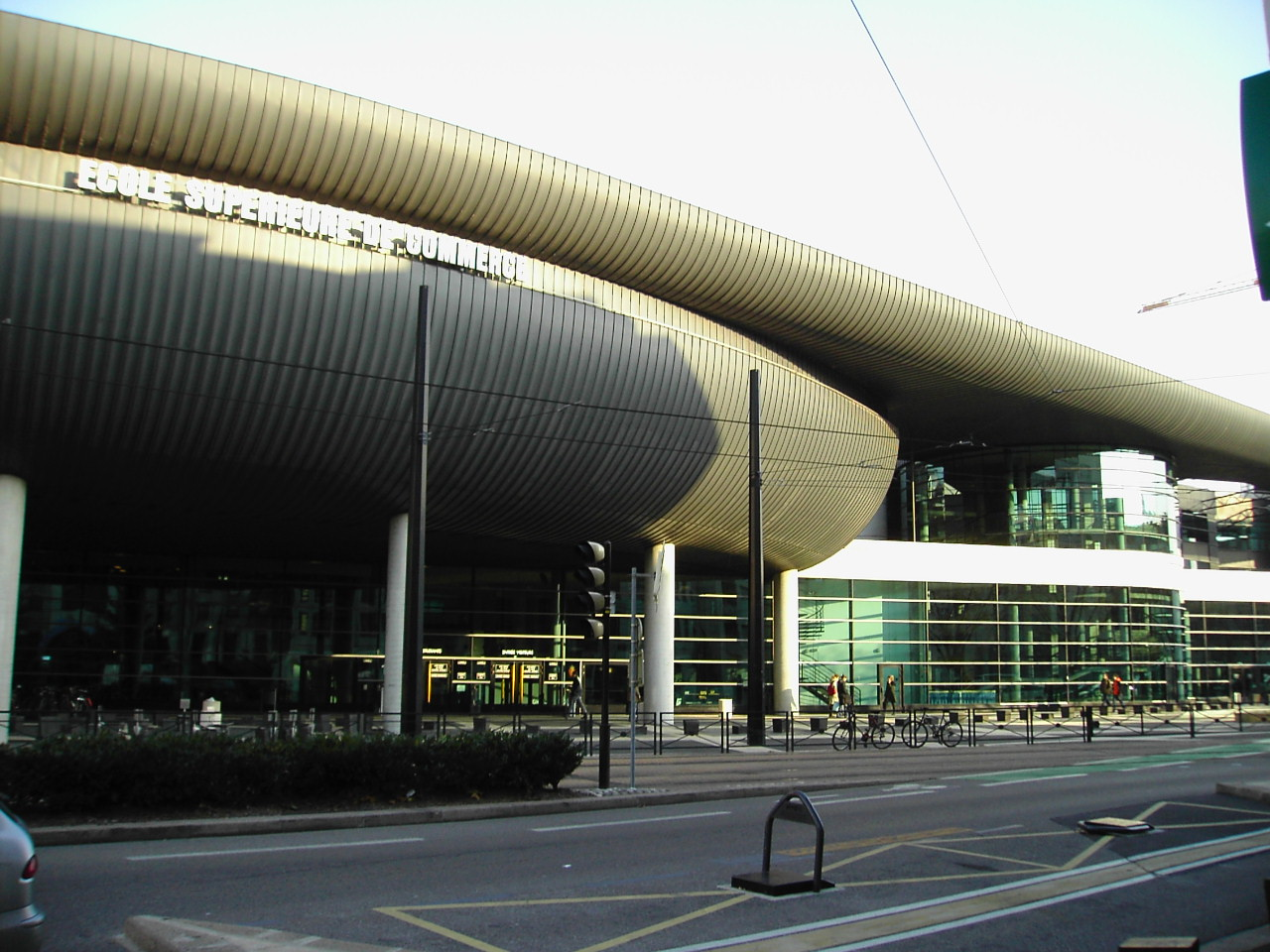
Grenoble École de Management
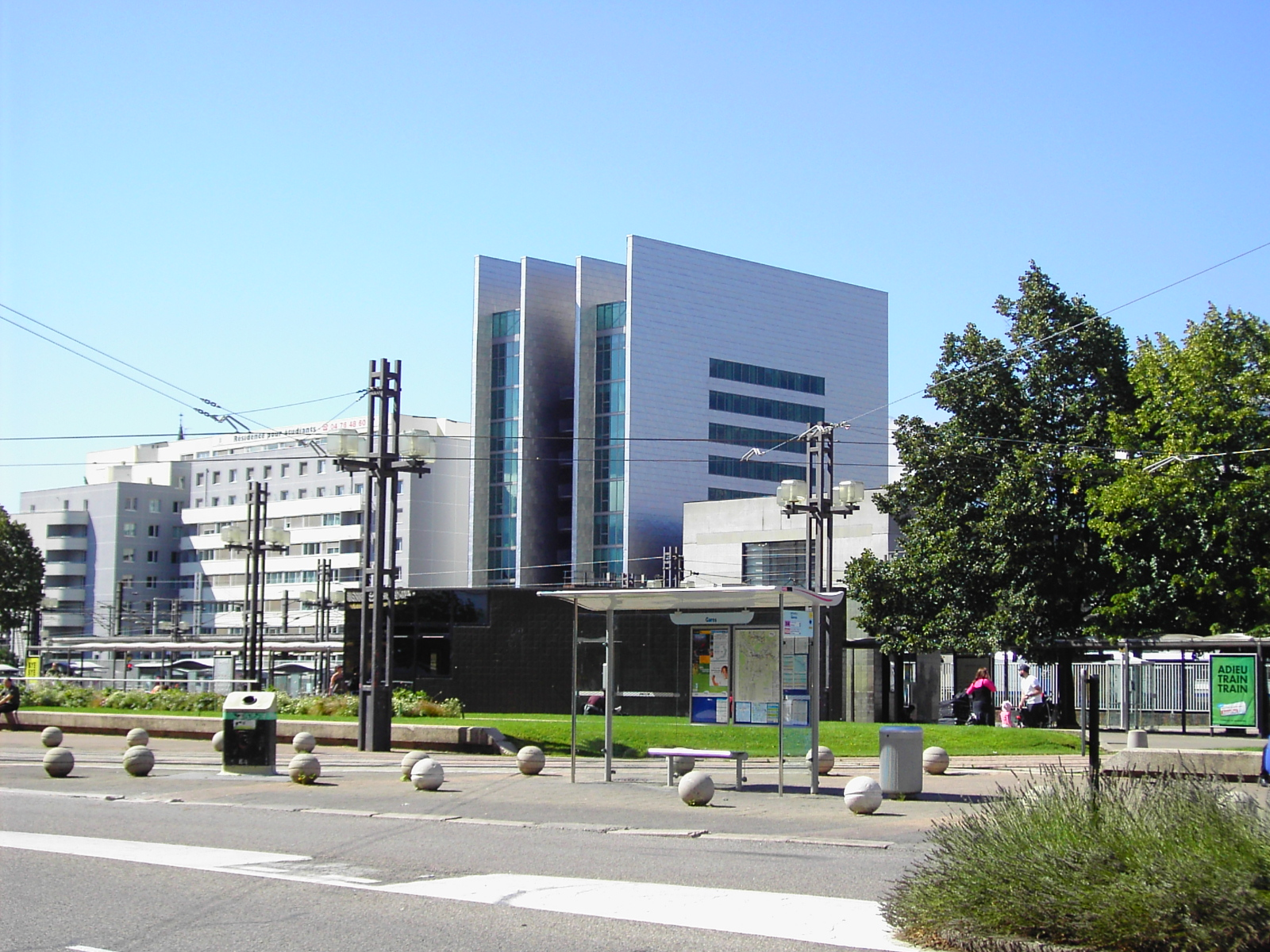
Tour école de management
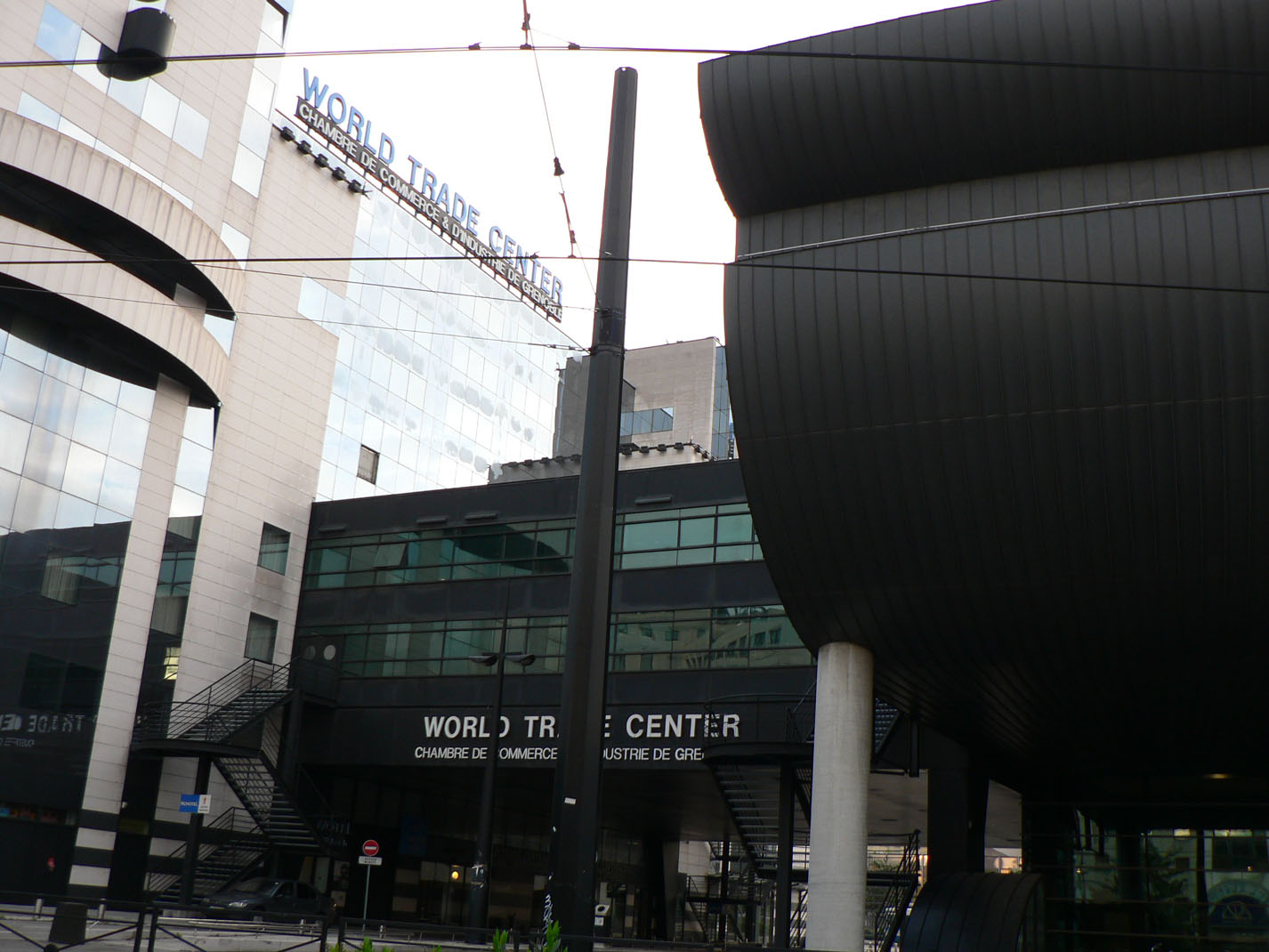
World Trade Center Grenoble
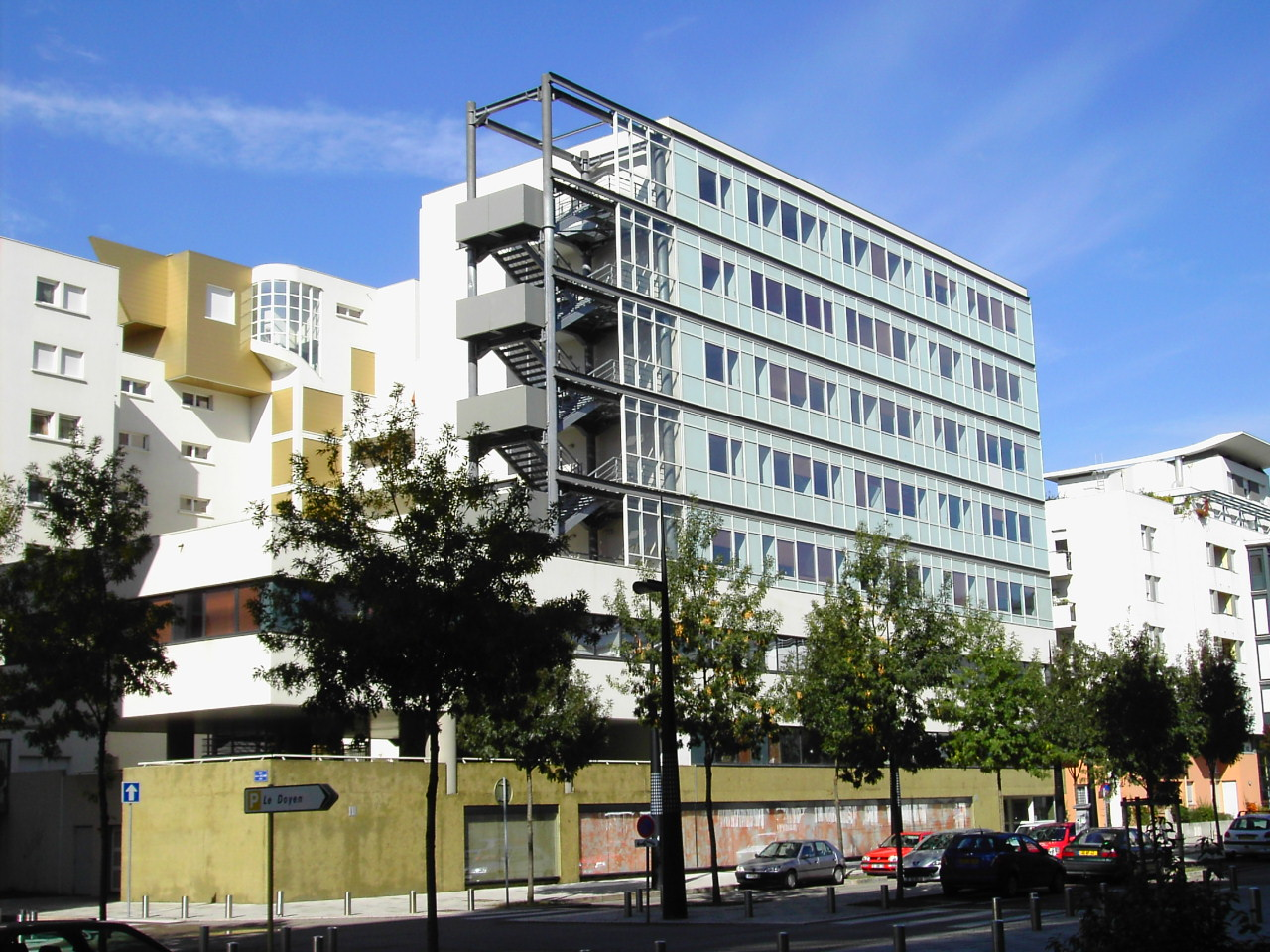
Immeuble le Sémaphore
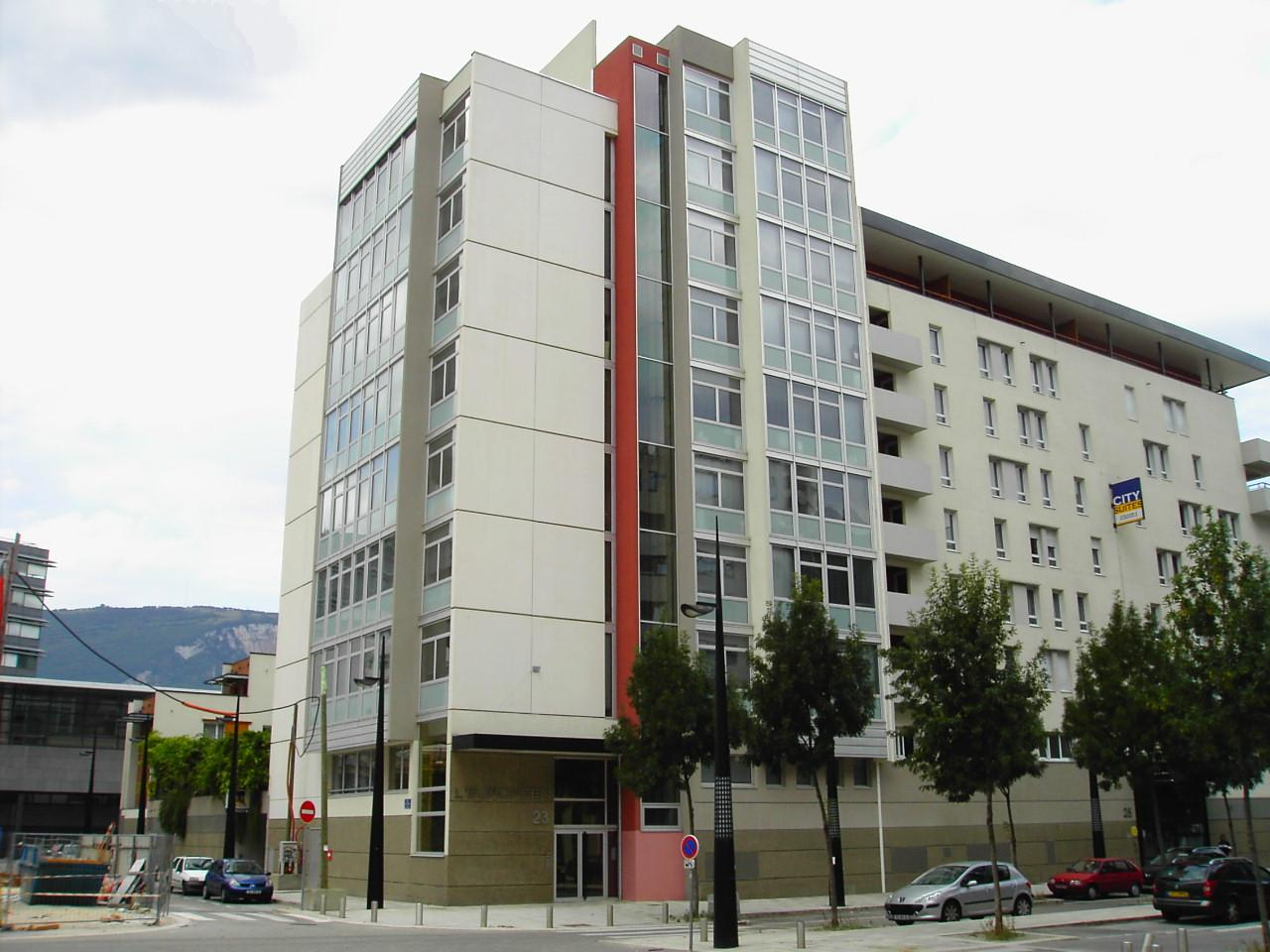
Immeuble l'Européen
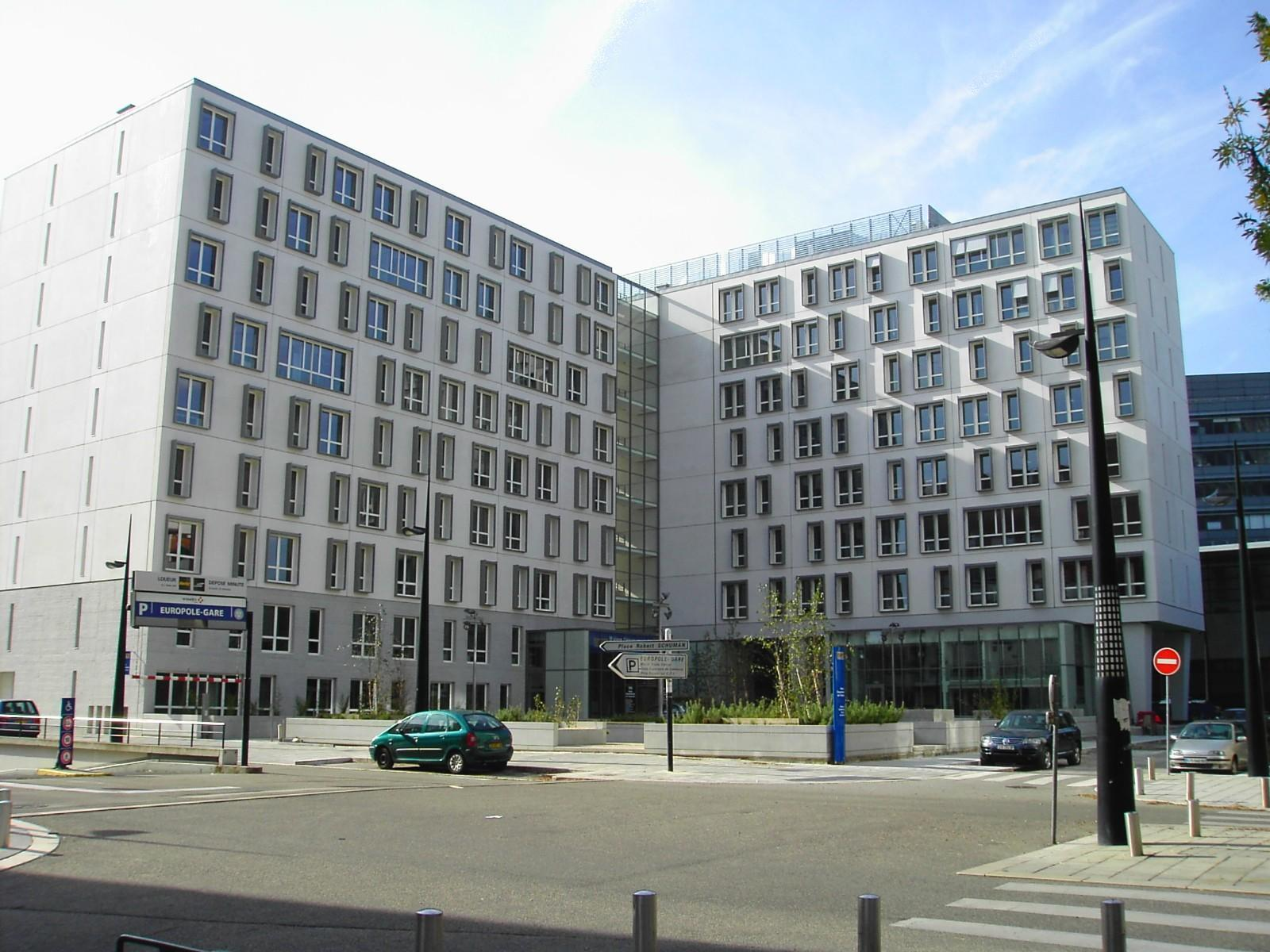
Immeuble Coraline (siège de la Maison de l'autonomie)
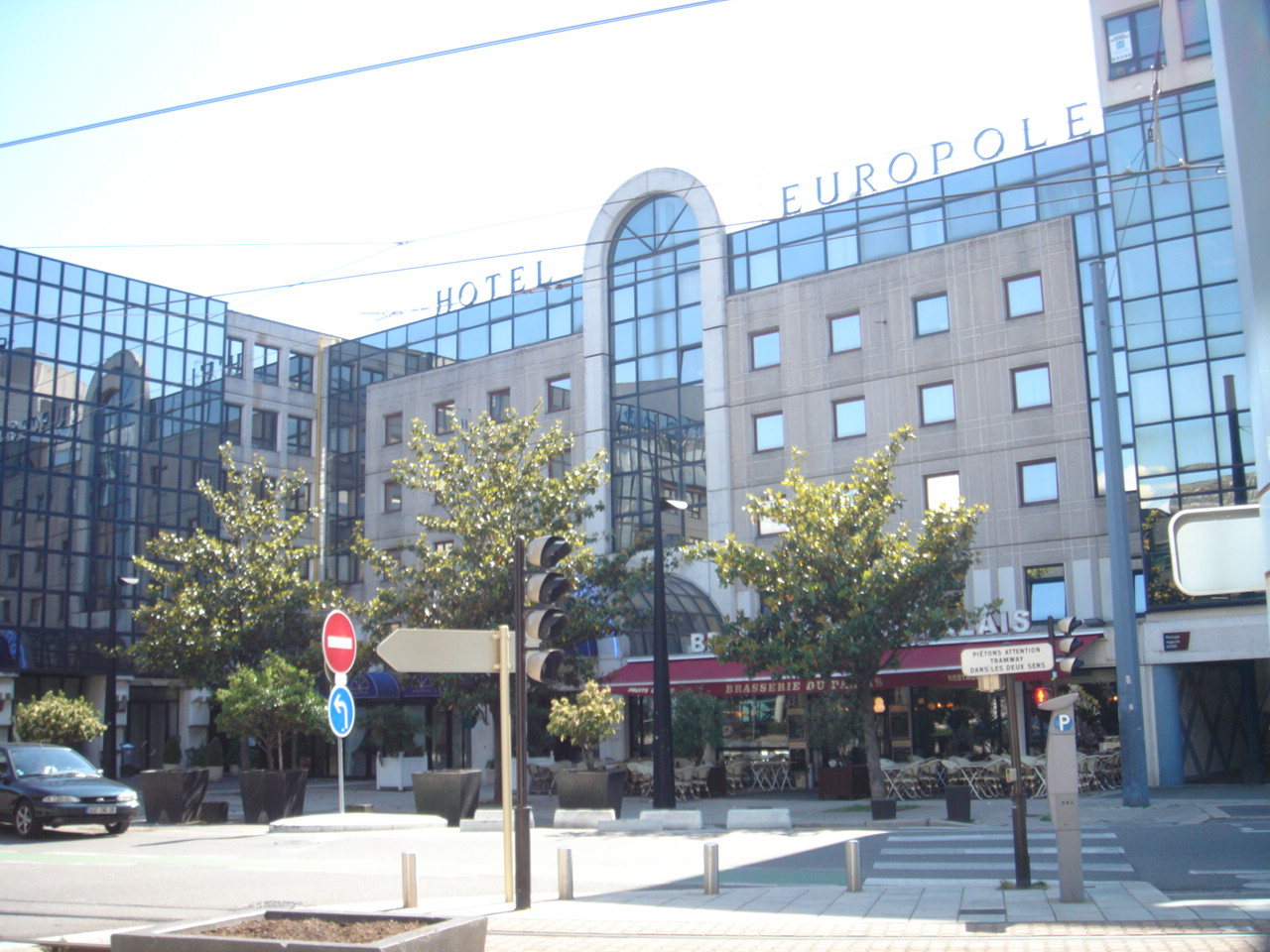
Hôtel Europole
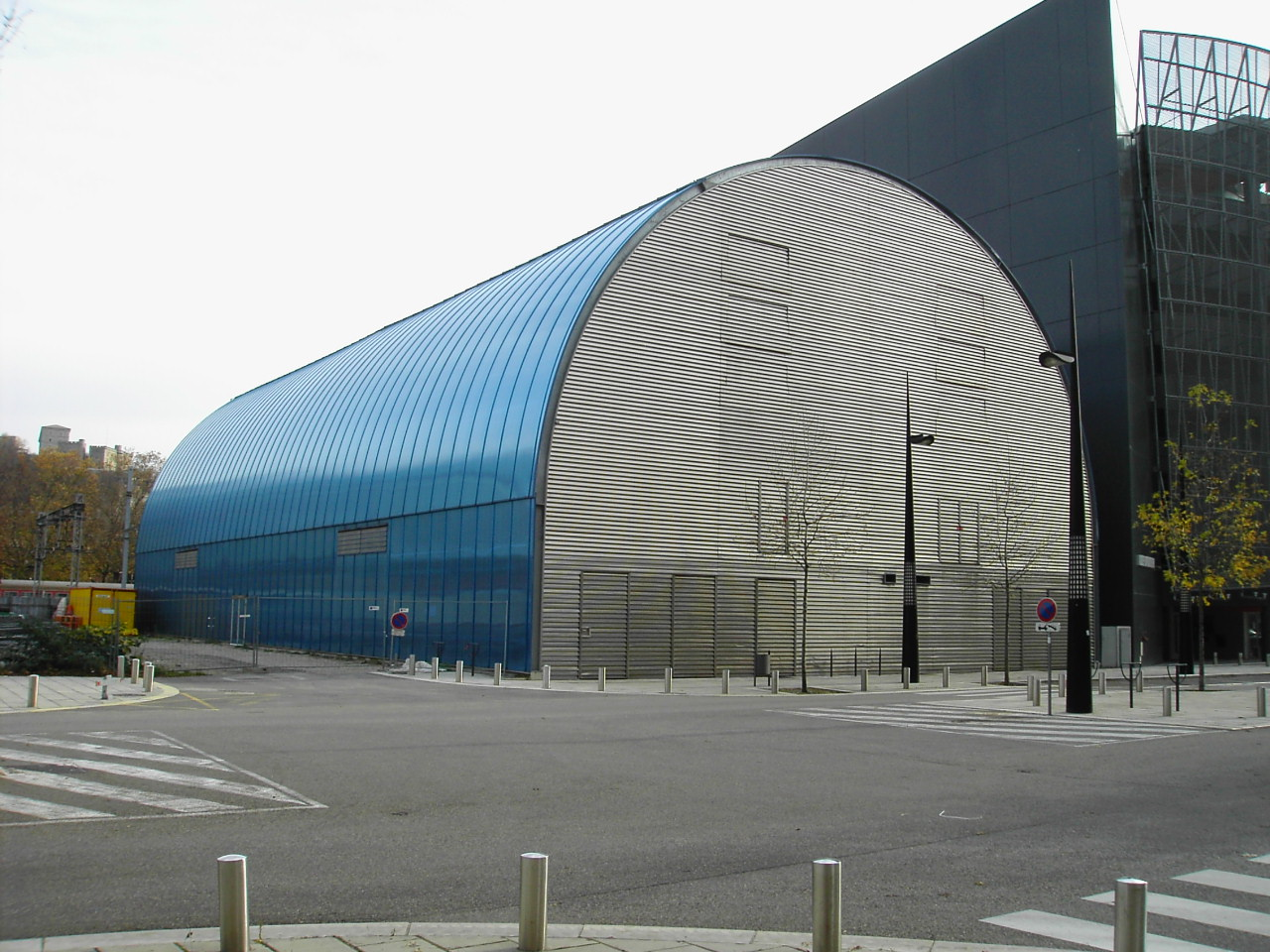
Gymnase Europole